# Qulin
Qulin – miasto w Stanach Zjednoczonych, w stanie Missouri, w hrabstwie Butler.